# Wikariat apostolski Darién
Wikariat apostolski Darién (łac. Apostolicus Vicariatus Darienensis) – wikariat apostolski Kościoła rzymskokatolickiego w Panamie. Podlega bezpośrednio pod Stolicę Apostolską. Został erygowany 29 listopada 1925.

## Ordynariusze
- Juan José Maíztegui Besoitaiturria, C.M.F. (1926–1932)
- José María Preciado Nieva, C.M.F. (1934–1955)
- Jesús Serrano Pastor, C.M.F. (1956–1981)
- Carlos María Ariz Bolea, C.M.F. (1981–1988)
- Rómulo Emiliani Sánchez, C.M.F. (1988–2002)
- Pedro Joaquin Hernández Cantarero, C.M.F. (od 2005)